# Grace Dieu Manor
Le Grace  Dieu Manor est une propriété construite au XIXe siècle en Angleterre près de Thringstone dans le Leicestershire. Elle est occupée depuis 1933 par la Grace Dieu Manor School. L'édifice est inscrit au grade II de l'Heritage List.

## Histoire
Ce manoir doit son nom au prieuré voisin, nommé Grace Dieu Priory, et fondé entre 1235 et 1241 par Roesia de Verdon pour quatorze religieuses augustines et leur prieure. Le prieuré est dissout en 1540, lorsque les ordres catholiques sont interdits, et la propriété offerte par la Couronne à Sir Humphrey Foster qui la donne à John Beaumont (fl. 1550), Master of the Rolls. Celui-ci en fait sa résidence.

### Beaumont
La famille Beaumont comprend :
- John Beaumont (fl. 1550), Master of the Rolls.
- Sir Francis Beaumont (meurt en 1598) (fils), juge à la cour des plaids-communs.  Son deuxième fils est le dramaturge et poète Francis Beaumont, qui collabora avec John Fletcher.
- Sir John Beaumont, 1er baronnet (c. 1582-1583 - avril 1627) (fils aîné), poète, il est fait premier baronnet de Grace Dieu en 1627.
- Sir John Beaumont, 2e baronnet (1607-1643)
- Sir Thomas Beaumont, 3e baronnet (1620-1686), le domaine est vendu après sa mort à Sir Ambrose Phillips (1637–1691).

### Phillips
Sir Ambrose Phillips (1637-1691) acquiert le domaine après la mort du dernier baronnet Beaumont en 1686. Sir Phillips démolit la plus grande partie de l'église du prieuré en 1696. À la mort de son dernier descendant en 1796, le domaine passe à son cousin Thomas March qui prend le nom de Phillips en plus de son patronyme.

## Édifice actuel
En 1833,  Charles March Phillips fait don du manoir à son fils, Ambrose Phillipps de Lisle (1809-1878), pour son mariage. Ambrose March Phillipps s'était converti au catholicisme dans sa prime jeunesse et avait un grand attrait pour le monachisme. Son biographe, Edmund Sheridan Purcell, indique que son père était « fort soucieux de le marier de peur que sa ferveur religieuse ne l'incline à faire vœu de célibat, qu'il plaçait au plus haut point, et qu'il ne fasse vœu de religion ou n'entre dans le clergé séculier » (en 1835 Ambrose March Phillipps fonde à côté dans le Leicestershire la trappe de Mount St. Bernard, la seule d'Angleterre). L'ancien prieuré tombant en ruines, Ambrose March Phillips fait construire une nouvelle demeure dans le style Tudor selon les dessins de l'architecte londonien William Railton. Elle est construite sur une hauteur à moins de trois cents mètres au sud des ruines du prieuré. Il fait bâtir aussi une chapelle, agrandie plus tard par Augustus Pugin. 
En 1842, Sir Phillips fait construire une autre chapelle selon les plans de Pugin à environ un kilomètre de la maison et fait ériger une croix de 5,2 mètres de hauteur sur un rocher qu'il nomme « calvaire » avec entre la chapelle et la croix les quatorze stations du chemin de croix. Au pied de la colline rocheuse, il fait construire une école de village dédiée à saint Louis de Gonzague (saint Aloysius). Vers 1846, Pugin ajoute l'aile Est du manoir et le portail de la cour des écuries. Sir Banister Fletcher procède à des modifications vers 1900.
La famille March Phillips, devenue plus tard March Phillips de Lisle, est propriétaire du domaine de Grace Dieu, jusqu'en 1933, bien que sa résidence principale soit le château qu'elle avait fait construire en style palladien dans la partie orientale de l'ancienne abbaye de Garendon. Après la mort rapide de deux descendants de la famille, la famille déménage de Garendon en 1885 et s'installe à Grace Dieu par mesure d'économies. Elle retourne à Garendon en 1907 grâce à un retour de fortune. Les March Phillips de Lisle retournent à Grace Dieu pour la dernière fois car ils sont obligés dix ans plus tard de vendre le manoir en 1933 et le domaine devient la propriété des pères rosminiens qui y installent une école préparatoire à leur collège de Ratcliffe. Garendon Hall quant à lui est démoli en 1964. En 1972, la famille March Phillips de Lisle s'est installée à Quenby Hall, mais après la faillite de l'entreprise fromagère familiale elle doit mettre en vente cette propriété en 2012-2013.

## Source de la traduction
- (en) Cet article est partiellement ou en totalité issu de l’article de Wikipédia en anglais intitulé « Grace Dieu Manor » (voir la liste des auteurs).